# O Bar da TV
O Bar da TV foi um reality show português da SIC, apresentado por Jorge Gabriel com a participação de Lili Caneças como comentadora residente.
A SIC lançou O Bar da TV, um concurso apresentado por Jorge Gabriel, em que 12 concorrentes faziam a gestão de um bar das Docas, em Lisboa, sob observação constante de câmaras. 
O concurso teve lugar entre Maio e Agosto de 2001 e Hoji Fortuna foi o vencedor do referido concurso.
Facto curioso em relação a esse concurso foi o de, pela primeira vez na história da Televisão Portuguesa, um concorrente estrangeiro (angolano) e de etnia negra ter atingido níveis de popularidade televisiva tais, que lhe permitiram ganhar o referido concurso.
Outro facto curioso em relação a esse concurso foi a elevada polémica em torno do mesmo sobre a questão de onde começa e termina a liberdade dos concorrentes e a da estação produtora desse tipo de concursos. O caso foi analisado pela Alta Autoridade para a Comunicação Social e teve como consequência última o despedimento do então director de programas.
Um terceiro facto curioso é o de, apesar dos níveis de audiência consideráveis que o programa atingiu, nunca ter voltado a ser transmitido (como é regra) ou referido pela estação.

## Concorrentes
| Concorrentes      | Residencia        | Occupação | Idade |
| ----------------- | ----------------- | --------- | ----- |
| Ana Raquel        | Braga             |           | 21    |
| Carla Gonçalves   | Lisboa            |           | 22    |
| Eduardo Mendes    | Alhos Vedros      |           | 26    |
| Filipe Lourenço   | Lisboa            |           | 23    |
| Francisco Véstia  | Santarém          |           | 21    |
| Hoji Fortuna      | Porto             |           | 26    |
| Joana Lousada     | Vila Nova de Gaia |           | 23    |
| João Vinagre      | Lisboa            |           | 27    |
| Jorge Ventura     | Pinhel            |           | 23    |
| Leonel Lage       | Lisboa            |           | 27    |
| Leonor Figueiredo | Porto             |           | 24    |
| Marco Henriques   | Coimbra           |           | 22    |
| Margarida Gomes   | Borba             |           | 22    |
| Paulo Horta       | Lisboa            |           | 19    |
| Raquel Barbosa    | Vilamoura         |           | 19    |
| Rita Brito        | Porto             |           | 22    |
| Rute Azevedo      | Barcelos          |           | 26    |
| Sofia Borges      | Lisboa            |           | 24    |

## Nomeações
| Hoji                       | Rita Eduardo      | Paulo Carla         | Sofia Eduardo          | Leonel Raquel     | Sofia Leonel        | Leonel Carla        | Sofia Carla         | Leonel Francisco     | ??                 | Vencedor (Dia 81)                | Vencedor (Dia 81)             |  |  |  |
| João                       | Rita Hoji         | Hoji Paulo          | Expulso (Dia 11)       | Expulso (Dia 11)  | Expulso (Dia 11)    | Expulso (Dia 11)    | Expulso (Dia 11)    | Expulso (Dia 11)     | Imune              | Vice-vencedor (Dia 81)           | Vice-vencedor (Dia 81)        |  |  |  |
| Leonel                     | Leonor Hoji       | João Margarida      | Francisco Hoji         | Carla Rute        | Francisco Raquel    | Carla Raquel        | Francisco Sofia     | Hoji Eduardo         | ??                 | Expulso (Dia 74)                 | Expulso (Dia 74)              |  |  |  |
| Francisco                  | Leonor Rita       | Carla Margarida     | Carla Hoji             | Hoji Rute         | Eduardo Sofia       | Carla Sofia         | Carla Leonel        | Hoji Leonel          | ??                 | Expulso (Dia 67)                 | Expulso (Dia 67)              |  |  |  |
| Carla                      | João Hoji         | Francisco Margarida | Francisco Hoji         | Leonel Rute       | Francisco Raquel    | Francisco Hoji      | Francisco Hoji      | Francisco Eduardo    | ??                 | Expulso (Dia 60)                 | Expulso (Dia 60)              |  |  |  |
| Eduardo                    | Francisco Hoji    | Francisco Margarida | Francisco Hoji         | Leonel Paulo      | Francisco Raquel    | Leonel Raquel       | Hoji Sofia          | Hoji Carla           | Expulso (Dia 53)   | Expulso (Dia 53)                 | Expulso (Dia 53)              |  |  |  |
| Sofia                      | Não esteve no bar | Paulo Carla         | Paulo Hoji             | Paulo Francisco   | Paulo Raquel        | Hoji Francisco      | Hoji Carla          | Expulso (Dia 46)     | Expulso (Dia 46)   | Expulso (Dia 46)                 | Expulso (Dia 46)              |  |  |  |
| Raquel                     | Margarida Hoji    | Paulo Margarida     | Francisco Hoji         | Rute Francisco    | Sofia Eduardo       | Francisco Hoji      | Expulso (Dia 39)    | Expulso (Dia 39)     | Expulso (Dia 39)   | Expulso (Dia 39)                 | Expulso (Dia 39)              |  |  |  |
| Paulo                      | Leonor Hoji       | Francisco Sofia     | Sofia Hoji             | Sofia Rute        | Sofia Leonel        | Expulso (Dia 32)    | Expulso (Dia 32)    | Expulso (Dia 32)     | Expulso (Dia 32)   | Expulso (Dia 32)                 | Expulso (Dia 32)              |  |  |  |
| Rute                       | Não esteve no bar | Não esteve no bar   | Não esteve no bar      | Francisco Carla   | Expulso (Dia 25)    | Expulso (Dia 25)    | Expulso (Dia 25)    | Expulso (Dia 25)     | Expulso (Dia 25)   | Expulso (Dia 25)                 | Expulso (Dia 25)              |  |  |  |
| Margarida                  | Leonor João       | Paulo Carla         | Hoji Eduardo           | Expulso (Dia 18)  | Expulso (Dia 18)    | Expulso (Dia 18)    | Expulso (Dia 18)    | Expulso (Dia 18)     | Expulso (Dia 18)   | Expulso (Dia 18)                 | Expulso (Dia 18)              |  |  |  |
| Leonor                     | Margarida Hoji    | Francisco Hoji      | Desistiu (Dia 18)      | Desistiu (Dia 18) | Desistiu (Dia 18)   | Desistiu (Dia 18)   | Desistiu (Dia 18)   | Desistiu (Dia 18)    | Desistiu (Dia 18)  | Desistiu (Dia 18)                | Desistiu (Dia 18)             |  |  |  |
| Rita                       | Francisco Paulo   | Expulso (Dia 4)     | Expulso (Dia 4)        | Expulso (Dia 4)   | Expulso (Dia 4)     | Expulso (Dia 4)     | Expulso (Dia 4)     | Expulso (Dia 4)      | Expulso (Dia 4)    | Expulso (Dia 4)                  | Expulso (Dia 4)               |  |  |  |
| Ana                        | Rita Hoji         | Desistiu (Dia 4)    | Desistiu (Dia 4)       | Desistiu (Dia 4)  | Desistiu (Dia 4)    | Desistiu (Dia 4)    | Desistiu (Dia 4)    | Desistiu (Dia 4)     | Desistiu (Dia 4)   | Desistiu (Dia 4)                 | Desistiu (Dia 4)              |  |  |  |
|                            |                   |                     |                        |                   |                     |                     |                     |                      |                    |                                  |                               |  |  |  |
| Expulso                    | Ana               | None                | None                   | None              | None                | None                | None                | None                 | None               | None                             | None                          |  |  |  |
| Desistiu                   | None              | Leonor              | Leonor                 | None              | None                | None                | None                | None                 | None               | None                             | None                          |  |  |  |
| Plus (+)                   | Leonor (4 votes)  | Paulo (4 votes)     | Francisco (5 votes)    | Leonel (3 votes)  | Francisco (3 votes) | Leonel (2 votes)    | Francisco (2 votes) | Hoji (3 votes)       | ?? (? votes)       | None                             | None                          |  |  |  |
| Minus (-) (1st Nominated)  | Hoji (8 votes)    | Margarida (5 votes) | Hoji (8 votes)         | Rute (4 votes)    | Raquel (4 votes)    | Raquel (2 votes)    | Carla (2 votes)     | Eduardo (2 votes)    | ?? (? votes)       | None                             | None                          |  |  |  |
| 2nd Nomeados (By Plus (+)) | Rita              | João                | Margarida              | ??                | Paulo               | ??                  | Sofia               | ??                   | ??                 | None                             | None                          |  |  |  |
| Evicted                    | Rita ??% to evict | João ??% to evict   | Margarida ??% to evict | Rute ??% to evict | Paulo ??% to evict  | Raquel ??% to evict | Sofia ??% to evict  | Eduardo ??% to evict | Carla 60% to evict | Francisco ??% to save (Out of 4) | Leonel ??% to save (Out of 3) |  |  |  |
| Evicted                    | Rita ??% to evict | João ??% to evict   | Margarida ??% to evict | Rute ??% to evict | Paulo ??% to evict  | Raquel ??% to evict | Sofia ??% to evict  | Eduardo ??% to evict | Carla 60% to evict | João ??% to won                  | Hoji ??% to won               |  |  |  |